# Корте (Венеція)

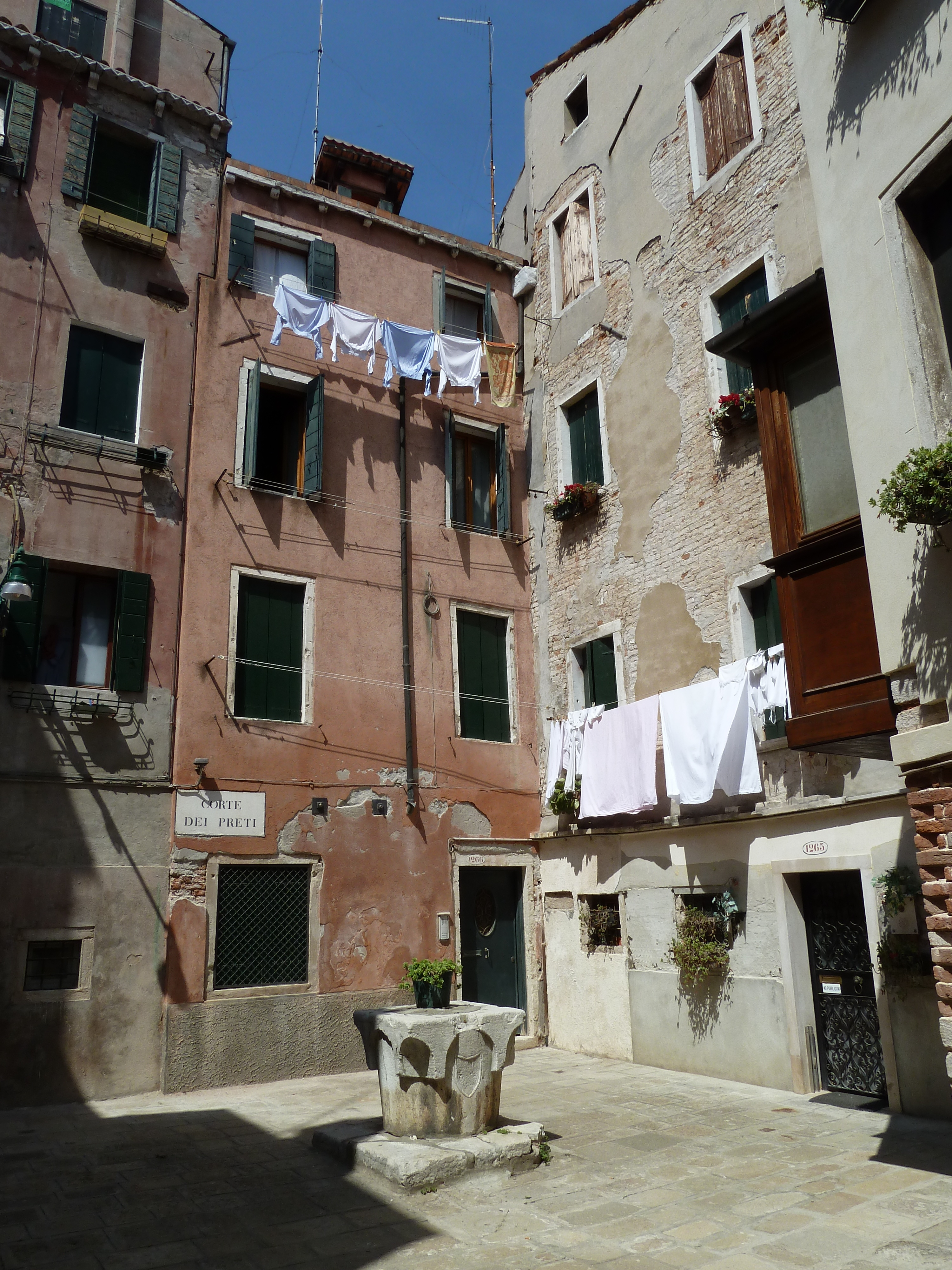
Корте деї Преті (Сан-Поло)

Корте (вен. corte мн. corti) — подвір'я у Венеції, типовий елемент цього міста.

## Опис
Корте — квадратне подвір'я, закритий, внутрішній простір між будинками, відокремлений від головної дороги. Доступ зазвичай через вузький прохід (сотопортеґо) або маленьку вулицю (каллетту). Як і  невеликі майдани (камп’єлла) венеційські подвір'я були центром традиційного суспільного життя.
У найнаселеніших районах, таких як Кастелло, зазвичай домогосподарки протягом літа проводили час у корте, попутно виконуючи хатні справи, наприклад, чищення овочів або риби, шиття, вишивання або виробництво намиста (вен. impirapérle) і обмінюючись плітками.
Часто посередині корте розташовувались венеційські криниці.